# Chthonios (Sparte)
Chthonios (altgriechisch Χθόνιος Chthónios) ist in der griechischen Mythologie einer der fünf Sparten.
Wie seine Brüder entstand er aus einem von Kadmos ausgesäten Drachenzahn. Alle Brüder, genannt Sparten oder „gesäte Männer“, kämpften gegeneinander, und nur fünf überlebten, darunter auch Chthonios, der einer der Stammväter der Thebaner wurde. Er war der Vater der thebanischen Könige Lykos und Nykteus.